# Sphaerostephanos alatellus
Sphaerostephanos alatellus är en kärrbräkenväxtart som först beskrevs av Christ, och fick sitt nu gällande namn av Holtt. Sphaerostephanos alatellus ingår i släktet Sphaerostephanos och familjen Thelypteridaceae. Inga underarter finns listade.